# Col·lecció de retrats dels comtes de Barcelona de Filippo Ariosto
La Col·lecció de retrats dels comtes de Barcelona de Filippo Ariosto és una col·lecció de retrats dels comtes de Barcelona encarregada per la Diputació del General de Catalunya al pintor Filippo Ariosto l'any 1587. La col·lecció, que inicialment estava formada per 46 retrats de reis gots, reis francs i els comtes de Barcelona, fou continuada posteriorment per altres autors fins a totalitzar 54 retrats que constitueix avui en dia una de les col·leccions de sobirans més antigues d'Europa. L'encàrrec inicial sorgí pel suggeriment dels diputats de la Generalitat d'Aragó, que l'any anterior havien fet el mateix encàrrec al pintor italià. La col·lecció constitueix la plasmació gràfica del corrent polític constitucionalista, enfrontat greument al reialisme des de les Corts de Montsó (1585), i que culminà amb l'execució d'un dels prohoms del consitucionalisme, el Justícia d'Aragó don Johan de Lanuza V el 1591, durant les Alteracions d'Aragó.

## Col·lecció inicial dels comtes de Barcelona
La col·lecció fou encarregada per la Diputació del General de Catalunya el 1587 Filippo Ariosto, qui procedent de Saragossa ja havia fet el mateix per a la Diputació del General d'Aragó. Després de les bones recomanacions que els diputats aragonesos van trametre als diputats catalans, aquests accediren a fer-li el mateix encàrrec. La col·lecció s'emmarca en la profunda crisi política generada per l'enfrontament entre constitucionalistes i reialistes. L'objectiu de la Diputació del General de Catalunya era el plasmar icònicament el mite ideològic constitucionalista que afirmava que el Principat de Catalunya s'havia autoalliberat del jou sarraí sense la intervenció de cap monarca i que aleshores, des de la seva llibertat originària, s'havia entregat en pacte al monarca franc. Aquest mite constitucionalista bevia del mateix corrent ideològic que fonamentava el mite aragonès del llegendari regne de Sobrarbe i que es resumeix en la màxima del constitucionalisme aragonès que afirma: «En Aragón fueron antes Leyes, que Reyes». La col·lecció de retrats s'iniciava amb els sis reis gots i continuava amb els quarante comtes de Barcelona fins a Felip I d'Aragó (Felip II de Castella):
| « | «los quaranta sis retratos de pintura al oli dels comtes y comtessas de Barcelona y señors godos, ço és, los quaranta dels comtes y comteses fins al Rey nostre señor don Phelip, vuy benauventurament regnant y los sis godos que abans foren senyors de Cathalunya sobre tela guarnida de fusta» | » |

Els diputats enviaren a Filippo Ariosto al Monestir de Santa Maria de Ripoll, demanat als monjos de l'abadia que accedissin a obrir els sepulcres comtals a fi que el pintor italià es fes millor ideia de les faccions dels comtes de Barcelona que es preservaven allí sebollits i momificats. Després d'agres polèmiques polítiques entre constitucionalistes i realistes, complicades encara més pels corrents histotriogràfics d'humanistes i neo-goticistes, el catàleg de la col·lecció quedà finalment constituït:
- 6 reis gots: Ataülf, Gal·la Placídia, Sigeric, Vàlia, Paulo (Vamba), i Roderic
- 7 reis francs i comtes de Barcelona: Carlemany, Berà, Lluís el Pietós, Bernat, Jofre I d'Arrià, Carles el Calb, i Salomó
- 16 comtes de Barcelona: Jofre II el Pilós, Jofre III Borrell, Mir, Sunyer, Seniofré, Borrell, Ramon Borrell, Ermessenda, Berenguer, Ramon Berenguer I, Almodis, Ramon Berenguer II, Berenguer Ramon, Ramon Berenguer III, Ramon Berenguer IV i Peronella;
- 17 comtes de Barcelona i reis d'Aragó: Alfons el Cast, Pere el Catòlic, Jaume el Conqueridor, Pere el Gran, Alfons el Franc, Jaume el Just, Alfons el Benigne, Pere el Cerimoniós, Joan el Caçador, Martí l'Humà, Ferran el d'Antequera, Alfons el Magnànim, Joan el sense Fe, Ferran el Catòlic, Joana la Boja, Carles l'Emperador i Felip el Prudent (Felip I d'Aragó i II de Castella).

Els quadres es pintaren entre el mateix 1587 i 1588 per tal de ser destinats a decorar l'acabada de construir sala nova de la casa de la Diputació del General, batejada com Sala dels Reys, i que correspon a aquella que actualment es denomina Saló Daurat del Palau de la Generalitat.
|  |  |  |  |  |

## Ampliació de la col·lecció
Posteriorment altres pintors prosseguiren la col·lecció incorporant d'altres retrats, com per exemple quan el pintor Leandre Altisent va convertir el retrat de Paulo Flavio en el del rei visigot Wamba l'any 1617. Així mateix el 1626 el pintor Joan Miquel Gallo va fer actualitzacions al retrat de Felip II d'Aragó (Felip III de Castella).

## Ubicació de la col·lecció
La col·lecció restà al seu emplaçament tot i la derogació de la Generalitat de Catalunya (1714), moment a partir del qual la casa de la Diputació esdevingué seu de la Reial Audiència del Principat de Catalunya. No fou fins al 1898 quan els retrats foren traslladats al Palau de Justícia de Barcelona, lloc on romangueren fins al 1908 entre despatxos i salons. El 1937 foren la traslladats al Palau Nacional de Montjuïc (seu de l'actual MNAC). Durant la dictadura militar del general Franco els retrats passaren a ser custòdia dels museus municipals i el 1963, amb l'obertura del Museu Militar de Montjuïc, la major part dels quadres hi foren traslladats, mentre que la resta van quedar a l'actual MNAC. La clausura del Museu Militar de Barcelona el 2009 d'una banda i l'acord entre l'Ajuntament de Barcelona i la Generalitat de Catalunya de l'altre suposà la devolució municipal dels retrats a la institució que legítimament n'era propietària.

## Estat de conservació dels quadres
Es tracta de la galeria règia més antiga i amb més retrats conservats d'Espanya i probablement d'Europa (només se n'han perdut tres d'un total de quaranta-sis). A més, constitueix un fet cabdal de la historiografia catalana d'època moderna, atès que il·lustra l'únic intent reeixit de crear una història oficial del Principat, l'Epítom de la genealogia dels comtes de Barcelona que antecedeix la compilació constitucional de 1588. Així mateix, la documentació de la galeria es conserva íntegra en el Llibre de Deliberacions de la Generalitat (ACA) -un fet certament excepcional-, de manera que podem reconstruir els insòlits i apassionants episodis que acompanyen la confecció del seu catàleg.